# Pyrenocollema strontianense
Pyrenocollema strontianense är en lavart som först beskrevs av Thomas Douglas Victor Swinscow och fick sitt nu gällande namn av Richard Clinton Harris. 
Pyrenocollema strontianense ingår i släktet Pyrenocollema och familjen Xanthopyreniaceae. Inga underarter finns listade i Catalogue of Life.